# La Tendresse (film, 1930)
Pour les articles homonymes, voir La Tendresse.
Pour plus de détails, voir Fiche technique et Distribution.
La Tendresse est un film français réalisé par André Hugon, sorti en 1930.

## Fiche technique
- Titre original : La Tendresse
- Réalisation : André Hugon
- Scénario : d'après la pièce d'Henry Bataille
- Décors : Christian-Jaque
- Photographie : Raymond Agnel
- Musique : Lucien Boyer et René Sylviano
- Sociétés de production : Les Productions André Hugon - Pathé-Natan
- Distribution : Pathé Distribution
- Pays de production : France
- Format : Noir et blanc - Son mono (RCA Photophone) - 1,20:1 - 35 mm
- Genre : drame
- Durée : 56 minutes
- Date de sortie : 
  - France : 16 mai 1930

## Distribution
- Marcelle Chantal : Marthe Dellières
- Jean Toulout : l'académicien Barnac
- José Noguéro : Jarville, l'amant
- Lucien Baroux : 	Carlos Jarry
- André Dubosc : Genine
- Pierre Juvenet : Jaliguy
- Micheline Masson : La petite Jacquot
- Jean Bara
- Claire Nobis
- Lucien Nobis
- Raymonde Sonny